# بروکلین
بروکلین (به انگلیسی: Brooklyn) یکی از قدیمی‌ترین بخش‌های شهر نیویورک و همچنین پرجمعیت‌ترین منطقه در کلان‌شهر نیویورک و چهارمین منطقه پرجمعیت ایالات متحده آمریکا با ۲٫۵ میلیون نفر جمعیت است. این بخش از نیویورک تا ۱ ژانویه سال ۱۸۹۸ به عنوان یک شهر جدا شناخته می‌شد و پس از آن در نیویورک ادغام شد.
بندر بروکلین که در غربی‌ترین بخش جزیرهٔ لانگ آیلند قرار دارد، در سدهٔ هفدهم میلادی و توسط هلندی‌ها پایه‌گذاری و به یادواره شهری در سرزمین هلند (بروکلن) نامیده شد. بروکلین به نام‌های مختلفی از جمله «شهر شاهان» به افتخار چارلز دوم، پادشاه وقت انگلستان، «شهر خانه‌ها» به خاطر وجود خانه‌های فراوان در آن، «شهر درختان» به خاطر وجود درختان قدیمی فراوان، «شهر کلیساها» به خاطر وجود کلیساهای قدیمی فراوان و عظیم معروف است.

## امکانات شهری
آرامستان گرین-وود در بخش بروکلین واقع شده‌است.

## نگارخانه

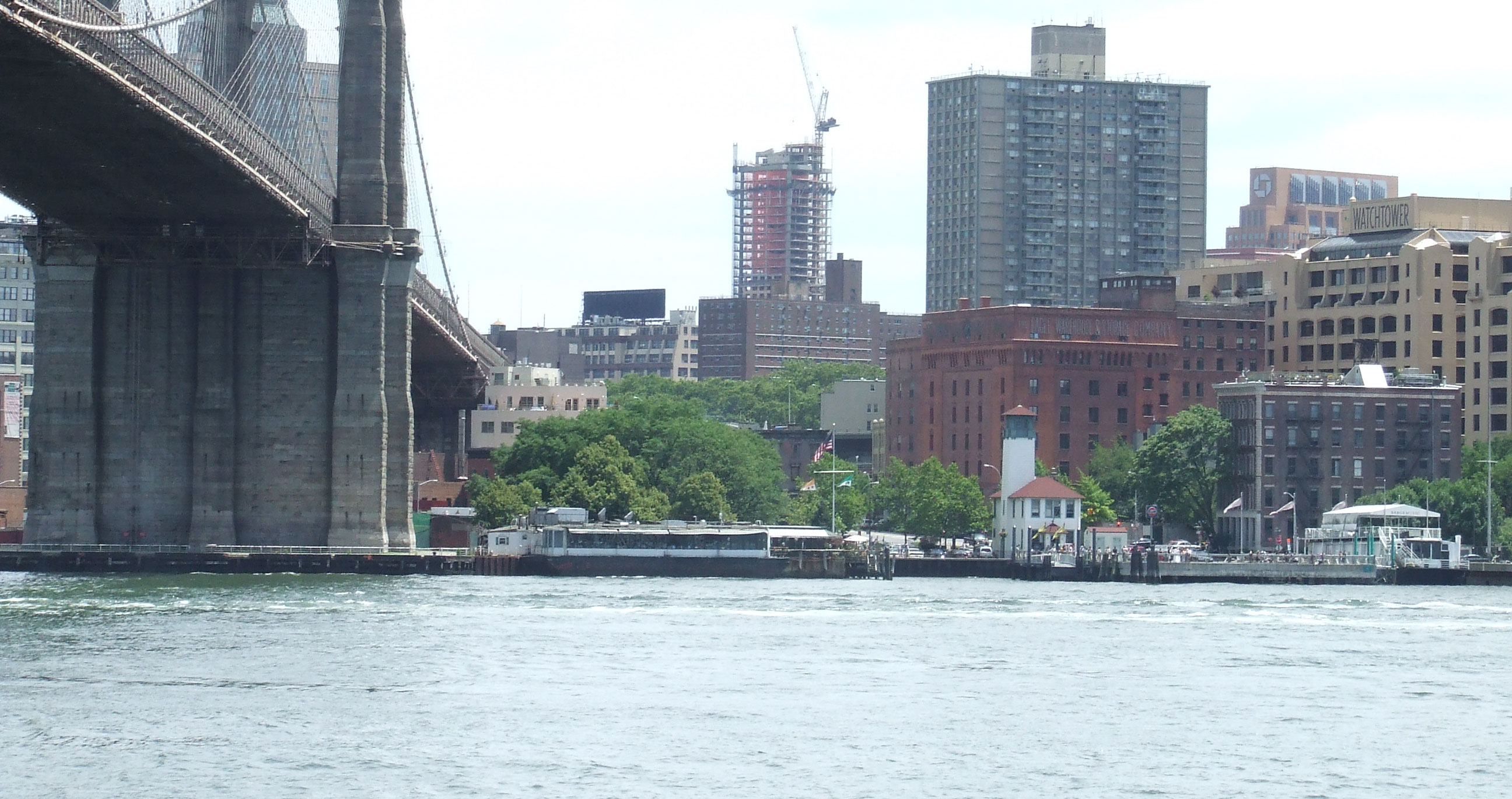
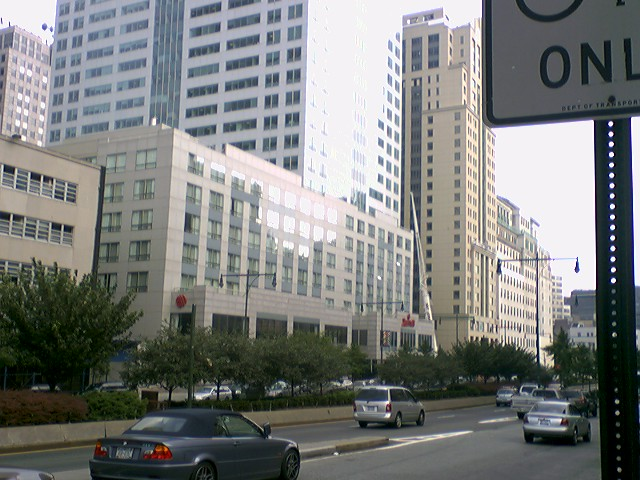
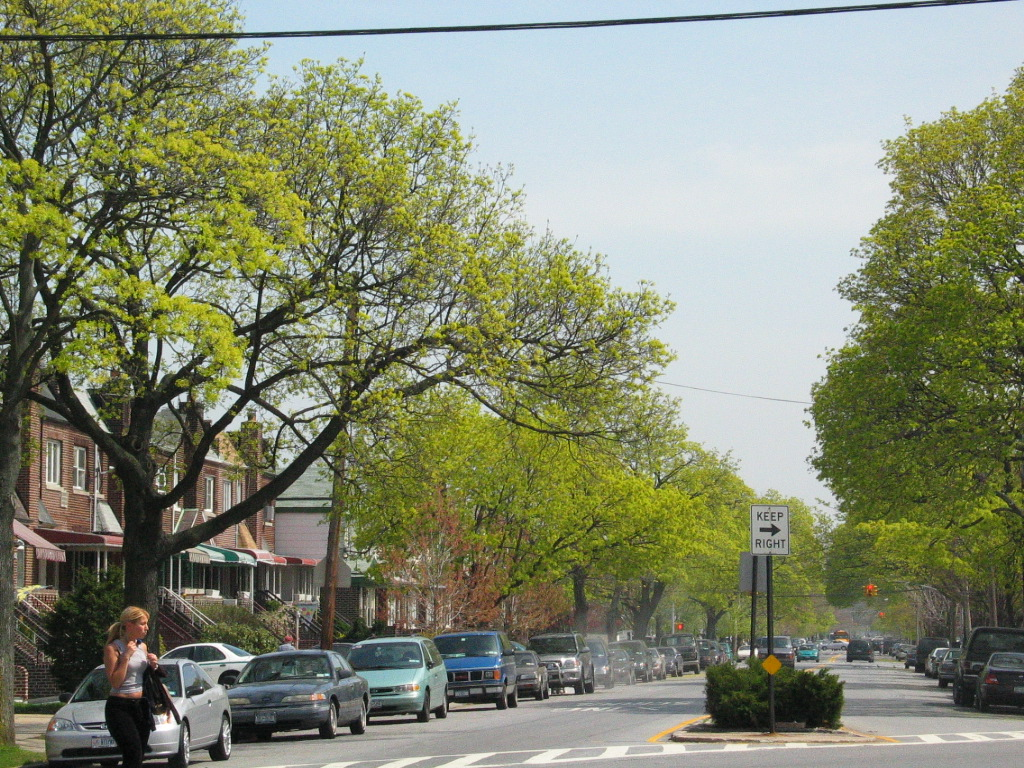